# Nigeru wa Haji da ga Yaku ni Tatsu
Nigeru wa Haji da ga Yaku ni Tatsu (逃げるは恥だが役に立つ) é uma série de manga josei escrita e ilustrada por Tsunami Umino. É publicada pela editora Kodansha na revista Kiss desde 9 de novembro de 2012, sendo compilada em 11 volumes tankōbon.

## Personagens
- Mikuri Moriyama
- Hiramasa Tsuzaki

## Volumes
| N.º | Data de lançamento      | ISBN                                     |
| --- | ----------------------- | ---------------------------------------- |
| 1   | 13 de junho de 2013     | 978-4-06-340911-6                        |
| 2   | 11 de outubro de 2013   | 978-4-06-340920-8                        |
| 3   | 13 de fevereiro de 2014 | 978-4-06-340924-6                        |
| 4   | 10 de outubro de 2014   | 978-4-06-340936-9                        |
| 5   | 13 de abril de 2015     | 978-4-06-340954-3                        |
| 6   | 13 de outubro de 2015   | 978-4-06-340968-0                        |
| 7   | 13 de junho de 2016     | 978-4-06-340984-0                        |
| 8   | 13 de outubro de 2016   | 978-4-06-340998-7                        |
| 9   | 13 de março de 2017     | 978-4-06-398013-4 978-4-06-362356-7 (ES) |
| 10  | 9 de agosto de 2019     | 978-4-06-516720-5                        |
| 11  | 13 de abril de 2020     | 978-4-06-519231-3                        |

## Recepção
O quinto volume alcançou a quadragésima sétima posição na tabela semanal de mangas da Oricon e vendeu 20 288 cópias até 19 de abril de 2015; o sexto volume alcançou a trigésima sexta posição na tabela e vendeu 21 528 cópias até 18 de outubro de 2015; o sétimo volume alcançou a quadragésima sétima posição e vendeu 19 364 cópias até 19 de junho de 2016.
A série recebeu o prémio de melhor manga shōjo na trigésima nona edição do Prémio de Manga Kōdansha.